# Ильющенко, Анна
Анна Ильющенко (род. 1985) — эстонская прыгунья в высоту. Рекордсменка Эстонии, участница Олимпийских игр 2008 года, международных легкоатлетических соревнований, призёр Летних Универсиад 2011 и 2013.

## Спортивная карьера
До прихода в лёгкую атлетику Анна 5 лет занималась гимнастикой. С 14 лет она начала участвовать в городских и уездных легкоатлетических соревнованиях по разным видам спорта, однако результативнее всего оказались прыжки в высоту.
В 16 лет Анна вошла в сборную Эстонии.
В 2008 году на легкоатлетических соревнованиях в Бельгии спортсменка повторила рекорд Эстонии — 1,91 м. Эта высота стала пропуском Анны Ильющенко на Олимпийские игры в Пекине.
В январе 2009 года на легкоатлетических соревнованиях в Выру Анна прыгнула на 1.92 м, установив тем самым новый рекорд Эстонии. Уже через неделю результат был улучшен ей же ещё на 1 см.
В 2010 году на соревнованиях в Раквере Анна преодолела высоту 1.95 м.